# Samolus latifolius
Samolus latifolius är en viveväxtart som beskrevs av Jean Étienne Duby. Samolus latifolius ingår i släktet bungar, och familjen viveväxter. Inga underarter finns listade i Catalogue of Life.